# Houlbec-Cocherel
Houlbec-Cocherel település Franciaországban, Eure megyében. Lakosainak száma 1270 fő (2022. január 1.). Houlbec-Cocherel Chambray, Hardencourt-Cocherel, Jouy-sur-Eure, Ménilles, Mercey, Rouvray és La Chapelle-Longueville községekkel határos.

## Népesség
A település népességének változása:
| Lakosok száma | 407  | 859  | 1127 | 1342 | 1342 | 1328 | 1305 | 1280 | 1271 | 1270 |
|               | 1968 | 1982 | 1990 | 2006 | 2013 | 2015 | 2017 | 2019 | 2020 | 2022 |